# Münir Ertegün

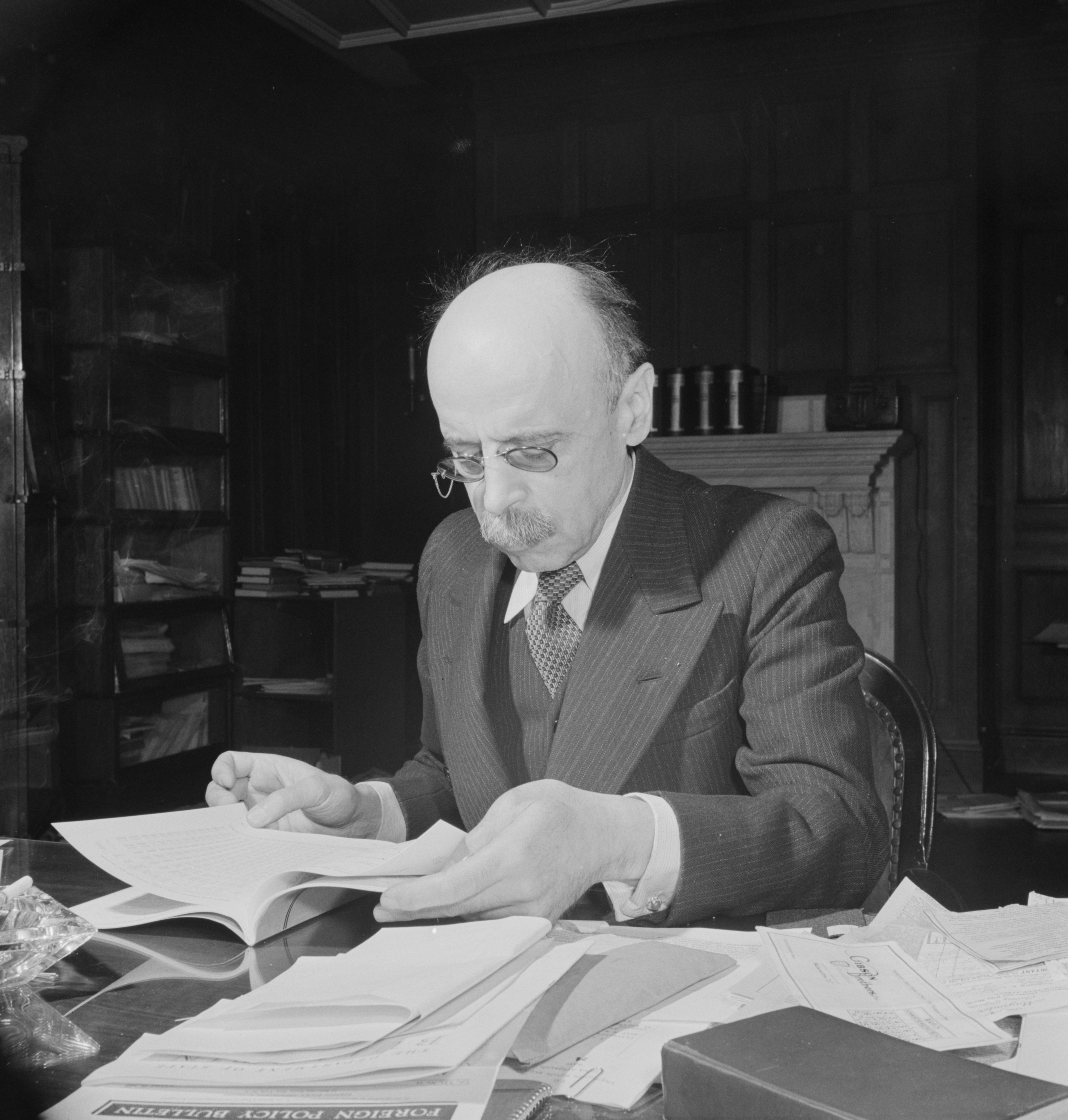
Münir Ertegün (Februar 1942)

Münir Ertegün (* 1883 in Istanbul; † 11. November 1944 in Washington, D.C.) war ein türkischer Diplomat.

## Leben
Nachdem er 1908 sein Studium an der Rechtsfakultät in Istanbul abgeschlossen hatte, wurde er beim osmanischen Außenministerium Beamter. Während des türkischen Befreiungskriegs wurde er von der Regierung aus Istanbul nach Ankara geschickt, um sich mit Kemal Atatürk zu treffen und wurde dann auch in Ankara tätig und blieb dort. Später nahm er als Rechtsbeistand der 1. und 2. türkischen Delegation an der Friedenskonferenz in Lausanne teil.
Münir Ertegün wurde der erste Generalkonsul der Republik Türkei und später Botschafter der Türkei in der Türkischen Botschaft Washington (D.C.). Ertegün war der erste Botschafter in der Türkischen Botschaft Bern. Seine Söhne Nesuhi und Ahmet Ertegün erlangten als Musikproduzenten mit Atlantic Records große Erfolge.
Münir Ertegün starb am 11. November 1944 in den USA und wurde auf dem Nationalfriedhof Arlington bestattet. Nach dem Krieg hat man seine sterblichen Überreste mit der Missouri in die Türkei überbracht und ihn dort endgültig beigesetzt.